# Rendeux
Rendeux es un municipio belga de la provincia de Luxemburgo, situado en la región Valona, abarcando un área de 68,83 km². Hasta el año 2019, su población era de 2.637 habitantes.

## Geografía
Se encuentra ubicada al sureste del país, en la región de las Ardenas y esta bañada por el río Ourthe, un afluente del río Mosa.

### Secciones del municipio
El municipio comprende los antiguos municipios, que se fusionaron en 1977:
| - Rendeux - Beffe - Hodister - Marcourt |

### Pueblos y aldeas del municipio
El municipio comprende los pueblos y aldeas de:
- en Beffe: Trinal y Magoster
- en Rendeux: Rendeux-Haut, Rendeux-Bas, Hamoul, Ronzon, Waharday y Chéoux
- en Hodister: Gênes, Warisy y Jupille
- en Marcourt: Marcouray, Devantave y Laidprangeleux

## Demografía

### Evolución
Todos los datos históricos relativos al actual municipio, el siguiente gráfico refleja su evolución demográfica, incluyendo municipios después de efectuada la fusión el 1 de enero de 1977.
| Gráfica de evolución demográfica de Rendeux entre 1846 y 2020 |
|                                                               |

## Personajes célebres
Lo que hoy en día es Rendeux fue el lugar de nacimiento de los siguientes personajes notables quienes han sido:
- Everardo Mercuriano, nacido en 1514, fue el cuarto general superior de la Compañía de Jesús.
- Théroigne de Méricourt (1762-1817): feminista y revolucionaria.